# Château de Langoiran
Le château de Langoiran est un ancien château fort, situé dans l'Entre-deux-Mers, qui se dresse sur la commune française de Langoiran dans le département de la Gironde, en région Nouvelle-Aquitaine.
Les restes du château font l’objet d’un classement au titre des monuments historiques par arrêté du 19 mai 1892.

## Localisation
Le château est bâti sur un angle du plateau formé par la rive droite de la Garonne et un petit vallon perpendiculaire, dominant le hameau du Pied-du-Château, sur la commune de Langoiran, dans le département français de la Gironde.

## Historique

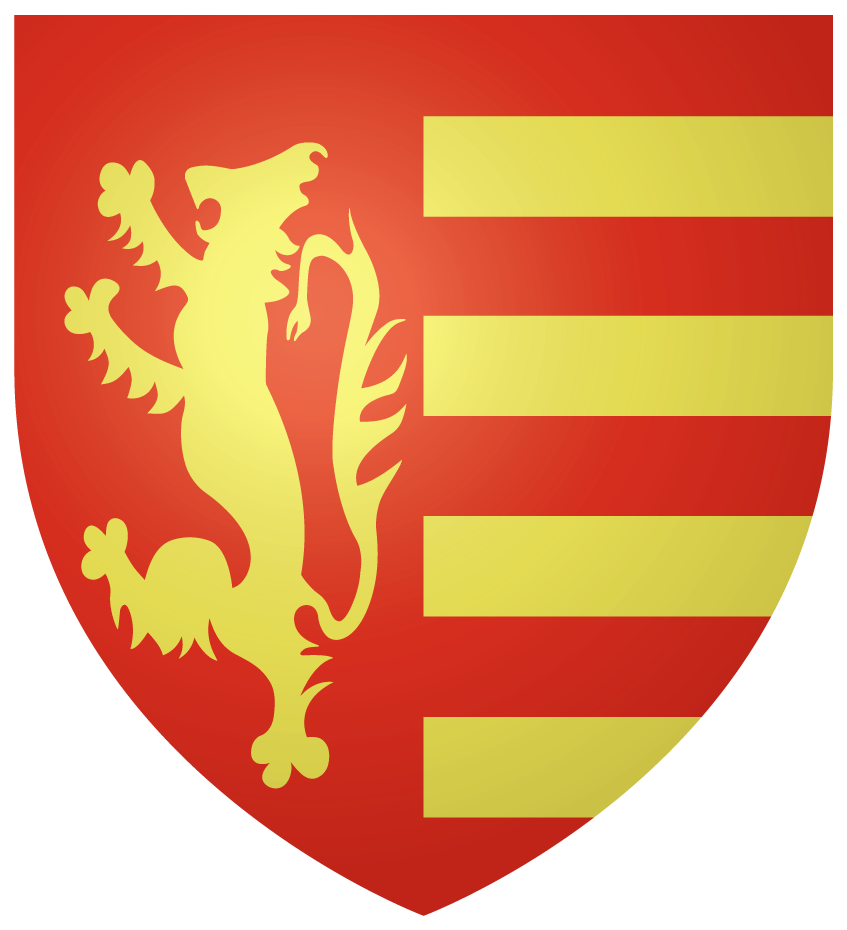
Blason de la famille Seguin d'Escoussans, bâtisseurs et seigneurs du château de Langoiran.

Il fut construit au XIIIe siècle par une famille de seigneurs originaires de la commune d'Escoussans : les Seguin d'Escoussans. Cette commune est située à environ 10 km au sud-est de Langoiran. Avant leur installation dans le château de Langoiran, les Seguin d'Escoussans étaient milites (équivalent de chevaliers) et seigneurs vassaux à la cour des seigneurs de Benauges. Les Seguin demeurent les seigneurs de Langoiran jusqu'à leur alliance avec la famille d'Albret en 1345 (date du mariage d'Amanieu d’Albret et de Mabille Seguin d’Escoussans). C'est à cette même époque que les Seguin d'Escoussan relevèrent directement du roi d'Angleterre et non plus des seigneurs de Benauges pour certaines terres, dont Langoiran.
Outre les Seguin d'Escoussans et les Albret, plusieurs familles ont été propriétaires du château, notamment les familles Montferrand et Daffis.
La seigneurie de Langoiran a été un des éléments les plus prestigieux et les plus puissants du duché d’Aquitaine. Elle a été mêlée aux luttes entre les rois d’Angleterre et de France. Les seigneurs de Langoiran furent tous au service du roi-duc c'est-à-dire du duc d’Aquitaine, roi d’Angleterre, excepté Bérard qui à la fin de sa vie, après avoir été capturé par Bertrand du Guesclin à Eymet en 1374 jura fidélité au roi de France. Il mourut en 1379 après avoir été blessé sous les murs de Cadillac (commandé à l’époque par un certain Bernard Courant).
Bertrand III de Montferrand est nommé dans les textes « chevalier, baron de Montferrand, de Langoiran, seigneurs de Rions, Landiras, Podensac, Veyrines, Agassac, Soussans, Portest, Uzeste et autres places ». Il épousa Isabelle de Preissac, dame du Trau, fille unique héritière du noble et puissant Arnaud Bernard de Preissac, Soudan de la Trau, seigneur de Didonne et de Lesparre, chevalier de l'ordre de la Jarretière (Order of the Garder) et de Marguerite Stratton, fille de John Stratton. De cette union entre Bertrand III et Isabelle naquit Pierre II de Montferrand, Soudan de la Trau, seigneur de Lesparre qui épousa Marie de Bedford, la fille naturelle du duc de Bedford. Pierre II mourut décapité par les français en 1453.
Après la capitulation de Bordeaux en 1453, Charles VII exigea que vingt des plus grands seigneurs gascons lui soient livrés, parmi ceux-ci un Montferrand, le seigneur de Langoiran, qui se réfugia en Angleterre. Son château fut confisqué et entra dans le domaine royal puis fut donné par ce même roi au bâtard d'Armagnac, maréchal de France. Louis XI, prenant en ce domaine comme en d'autres le contrepied de la politique de son père, pardonna aux Montferrand et leur restitua une partie de leurs biens dont le château de Langoiran.

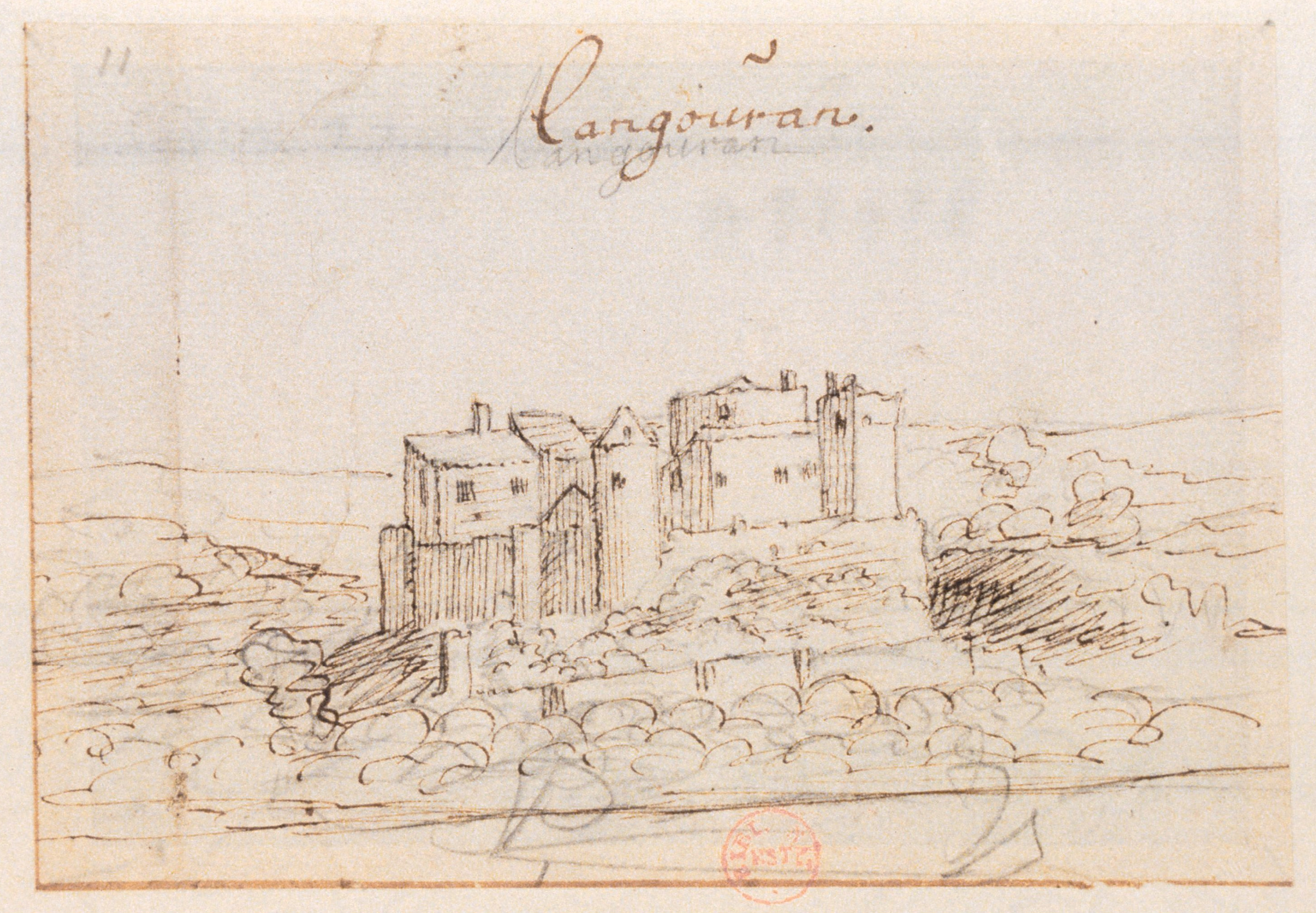
Le château en 1638 par Hermann Van der Hem.

Durant les guerres de Religion, la seigneurie de Langoiran passa successivement entre les mains de deux frères ennemis, Charles de Montferrand, chef du parti catholique à Bordeaux et gouverneur de Bordeaux et Guy de Montferrand, l'un des chefs du parti protestant pour la Guyenne. Après lui, la famille de Montferrand dut vendre le château ainsi que la baronnie de Langoiran à la famille Arnoul, famille de bourgeois anoblis.
Au début du XVIIe siècle, la seigneurie de Langoiran est entre les mains d'une puissante famille de parlementaires, les Daffis, dont certains furent présidents du parlement de Bordeaux. En 1649, Guillaume Daffis, président du Parlement de Bordeaux, prend la tête de la Fronde parlementaire en Bordelais, contre le cardinal Mazarin. Pour se venger d'une défaite de ses troupes, le duc d'Épernon, gouverneur de Guyenne, s'empare du château de Langoiran, l'incendie en septembre 1649 et fait sauter le donjon.
Dès les années 1650-1660, le château tomba en ruine. Au XVIIIe siècle, la seigneurie de Langoiran fut la propriété de la famille de Jumilhac, et celle-ci fut administrée par un sergent qui agissait au nom des marquis de Jumilhac. Il fut néanmoins restauré à partir de 1972 par une association.

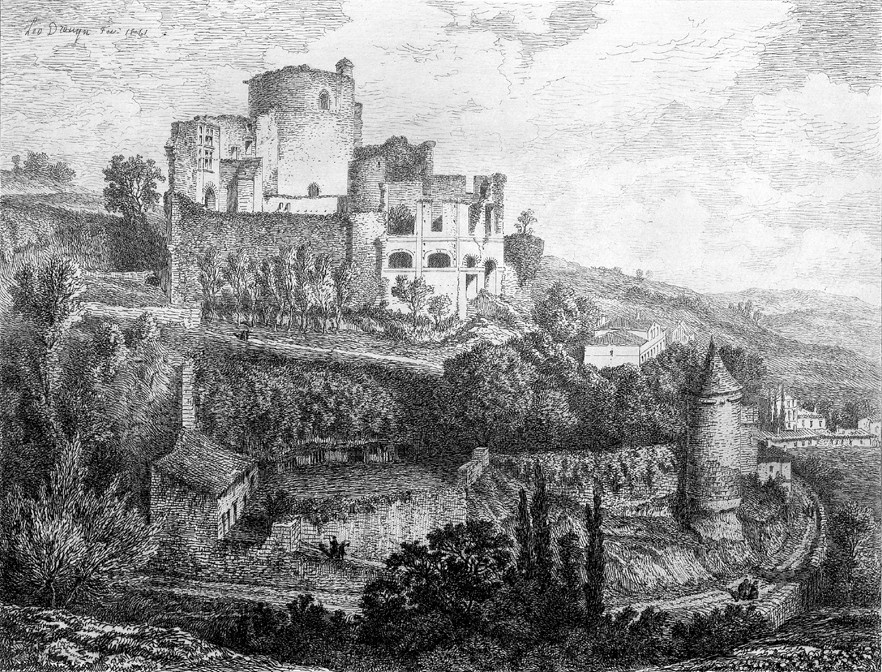
Ruines du château en 1862, par Léo Drouyn.

Selon certaines sources informelles, le Kronprinz Guillaume de Prusse serait passé au château Langoiran (bâtiment construit sous le règne de Louis-Philippe, en contrebas de l'ancien château médiéval) dans les années 1920-1930.
Le 25 août 1944, des éléments de la colonne Druilhe campent à Langoiran ; c'est dans le château de Langoiran que le commandant Rougés rencontra, le 26 août 1944 vers minuit, les colonels Druilhe et Adeline (principaux chefs de la résistance de Dordogne) et leur remit la convention de reddition de Bordeaux signée par le Hafenkommandant Korvettenkapitän z.V. Kühnemann qui commandait le port militaire de Bordeaux depuis août 1941.
En 1972, le château a été racheté par M. et Mme Bibonne, qui, via leur association Les Amis du château de Langoiran, font revivre, par le biais de chantiers de restauration et de fêtes médiévales, l'esprit du lieu tel qu'il était à l'époque médiévale. Cette association est encore active aujourd'hui.

## Description
Le château possède un donjon cylindrique du XIVe siècle qui est l'un des plus larges donjons de France[réf. nécessaire]. Il est dressé sur la rupture de pente afin de dominer le plateau du côté de l'attaque, et est protégé de ce côté par un fossé en arc de cercle joignant vallée et vallon, qui forment une défense naturelle sur les autres faces de la place. Celui-ci possède trois salles octogonales. Il comprenait deux étages voûtés reliés par un escalier à vis encore existant. Le premier étage faisait huit mètres de haut jusqu’à la clef de voûte (qui a été conservée et qui se trouve près du puits) il était pavé de carreaux sur lesquels on pouvait voir les armes des seigneurs d’Escoussan, des éléments floraux et formes géométriques.
Les voûtes étaient peintes et recouvertes d’un semis de léopards d’or sur fond de gueules (couleur rouge), partie des armoiries de cette famille. Sur toutes les nervures de voûtes étaient peints les blasons des familles collatérales qui se sont succédé. Au rez-de-chaussée se trouve la salle des gardes munie d’une énorme cheminée à l’intérieur du mur, d’un évier en pierre à l’intérieur d’une cavité d’archère. Au premier étage subsistent des archères cruciformes (appelées aussi meurtrières) sous des sortes de niches. On peut y observer deux fresques datant de la construction du donjon ; l’une représente saint Michel tenant une balance dans la main gauche et une lance dans la droite. Sa tête est nimbée et ses cheveux ondoyants. Le démon, comme d’habitude, cherche à la faire pencher de son côté ; mais la lance de l’archange, dirigée vers lui, le renverse et les bonnes œuvres de l’âme, jugée par le tribunal de Dieu, l’emportent sur les mauvaises.
L’autre fresque représente saint Pierre qui tient les clefs du paradis. Avec le temps, les autres fresques qui ornaient les murs sous les différentes voûtes du château ont disparu. Le deuxième étage constituait le logement du seigneur et de sa famille ainsi que de ses invités. Cette salle n’était pas voûtée. Une grosse poutre avec un solivage (chevron) recevait probablement un étage sous toiture ou une terrasse suivant l’époque. À ce niveau, une grande fenêtre gothique trilobée a été aménagée vers la fin du XIVe siècle. À l’intérieur, des bancs de pierre. Une cheminée gothique, très belle et assez rare, a été placée à l’intérieur d’un mur. Au XVIe siècle, comme à l’étage inférieur une nouvelle cheminée a été édifiée et une grande ouverture percée.
Sous le donjon sont disposés en escalier une première cour, puis une basse-cour enserrées chacune par une enceinte formant plus ou moins un angle droit dont les extrémités rejoignent le fossé enveloppant.

## Le château au cinéma
Le château a servi de décor à quelques films dont La Prophétie d'Avignon (2007) avec Marthe Keller.

## Château viticole

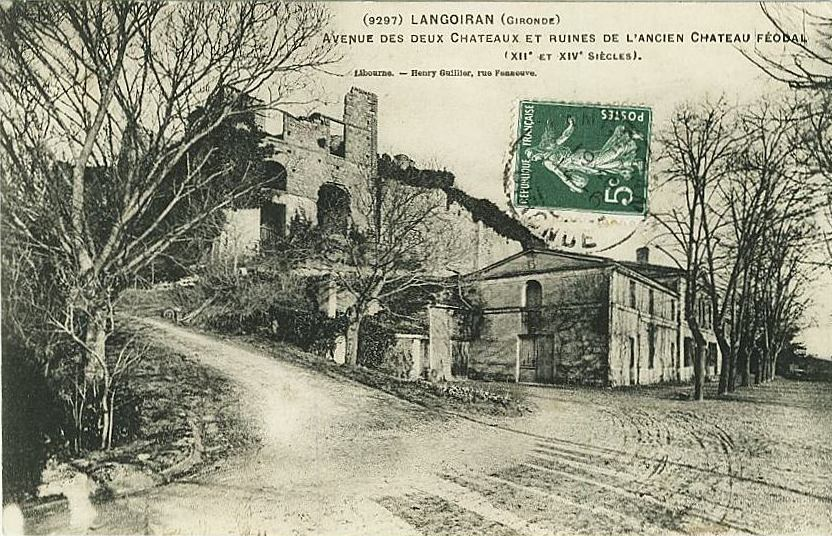
Château Langoiran, en contrebas du vieux château.

Dans l'enceinte même du château, au niveau de l'ancienne basse-cour, à l'intérieur du troisième rempart, se trouve le « Château Langoiran », propriété viticole de 23 hectares en appellations Cadillac et côte de Bordeaux, appartenant à la famille Gonfrier.

## Galerie

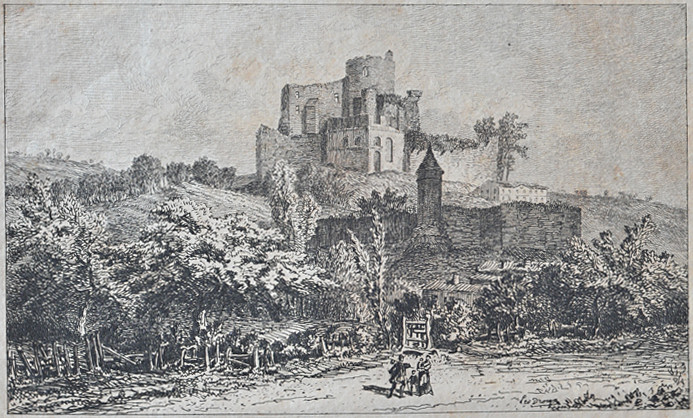
Représentation du château par Léo Drouyn (1880).
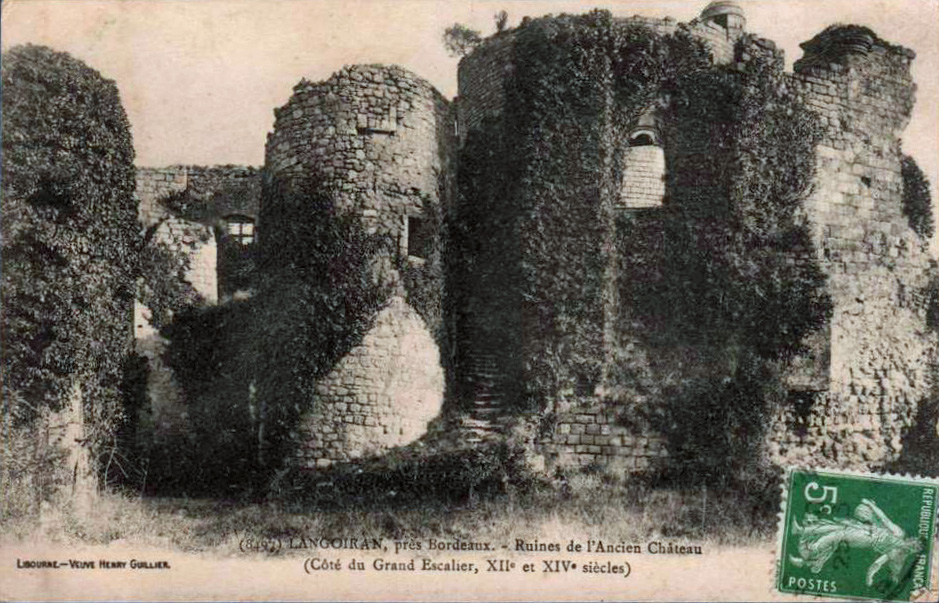
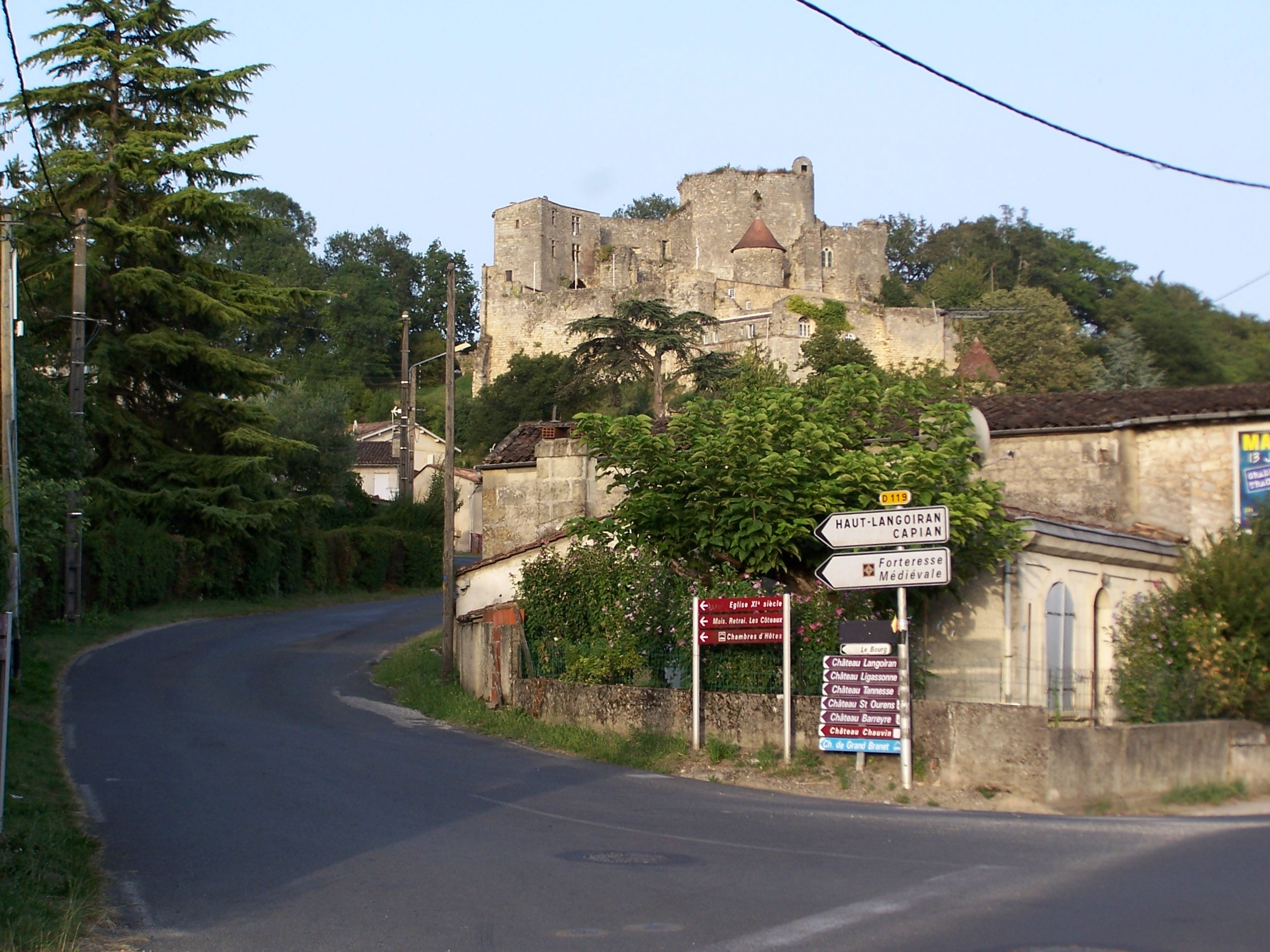
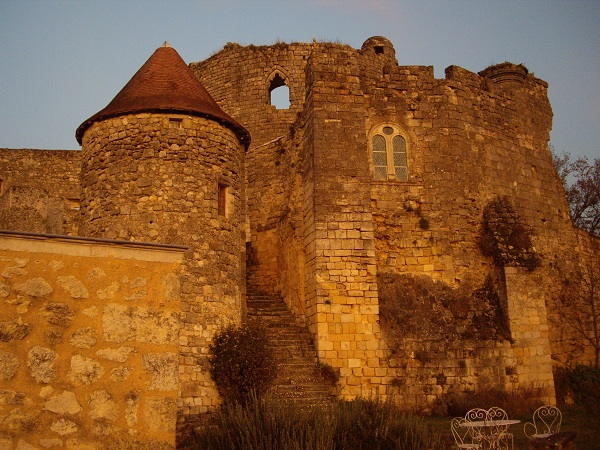
Tour XVIe siècle et chapelle du château.
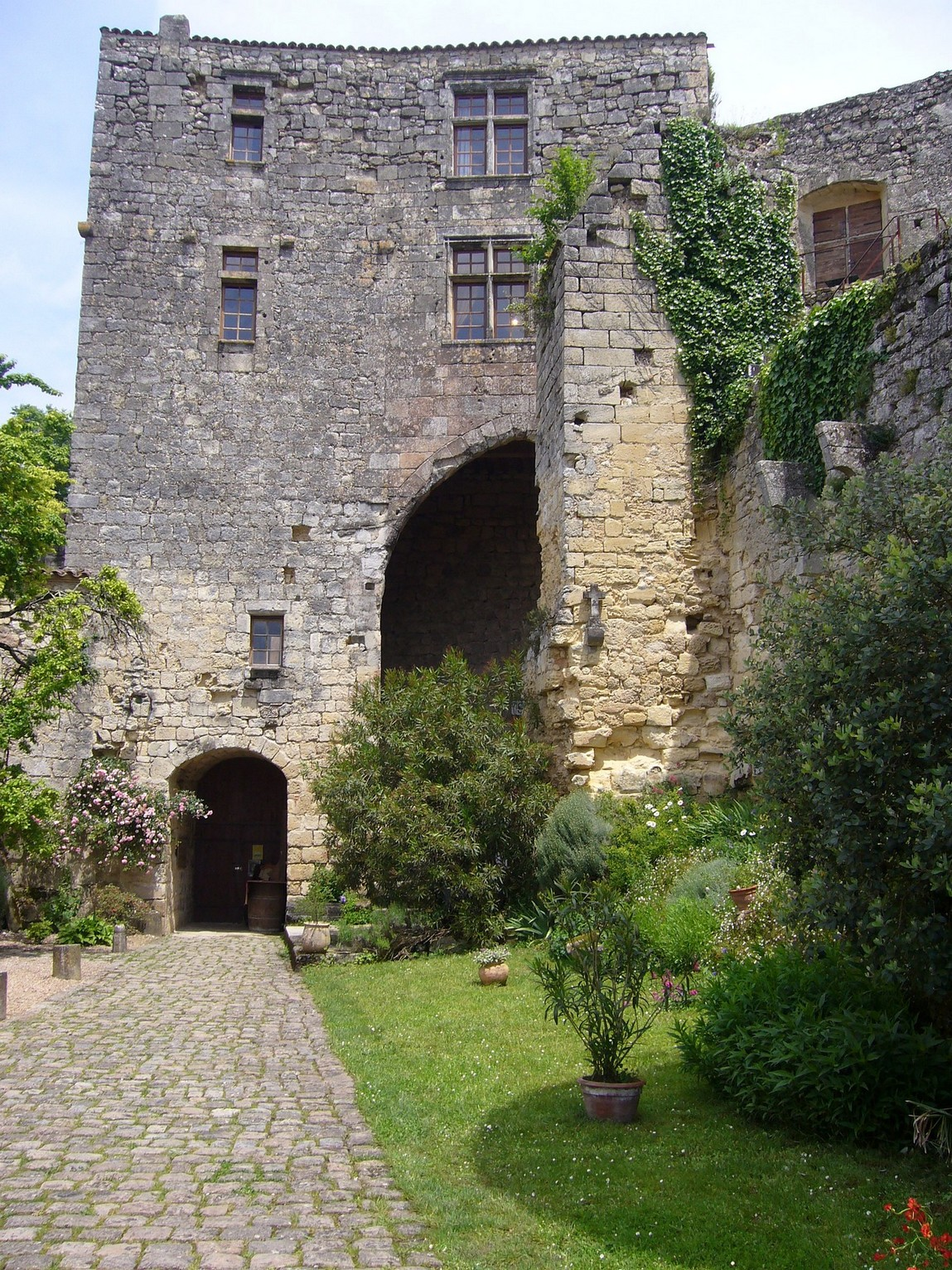
Châtelet du château.
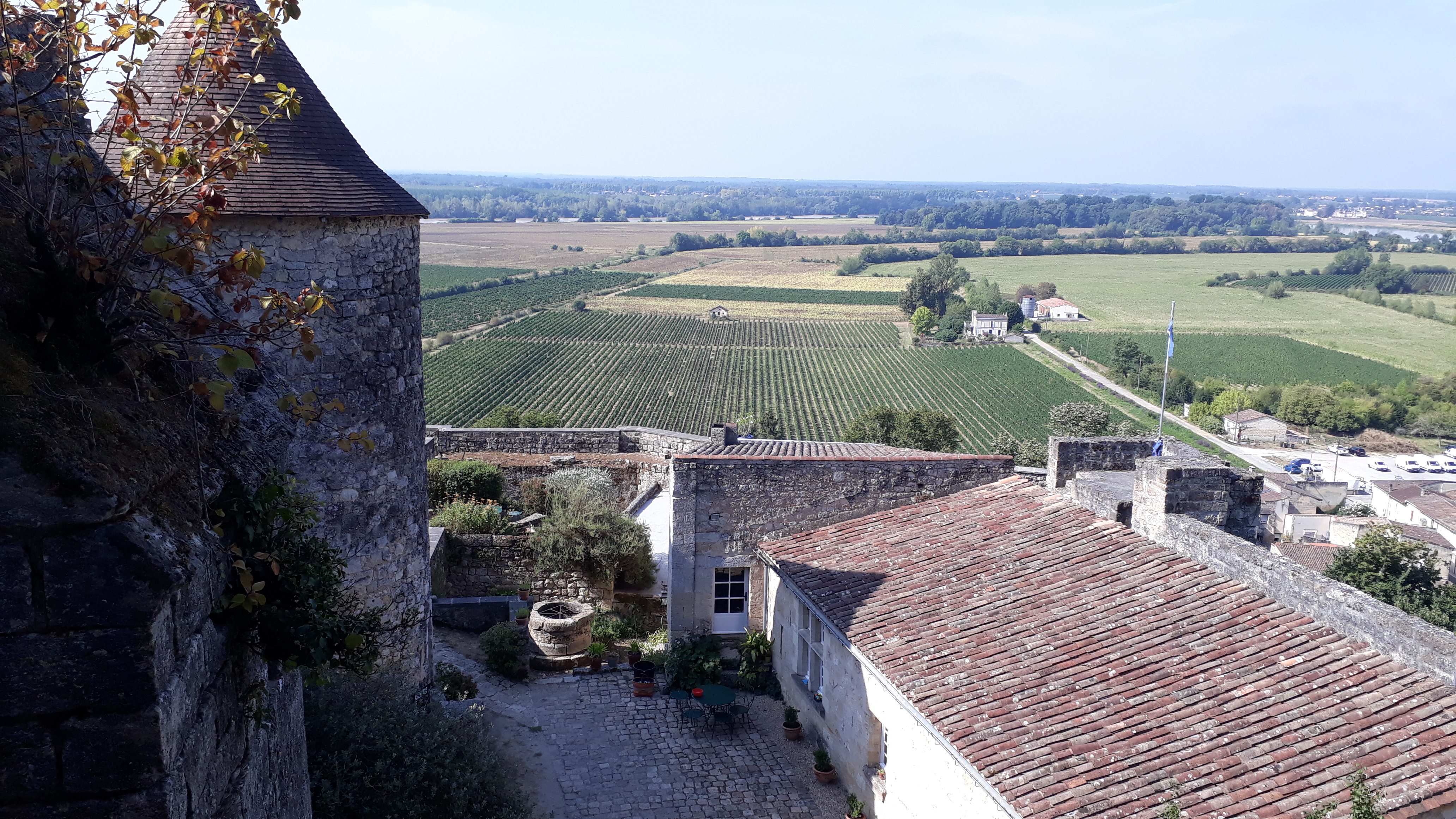
Vue sur la rive gauche de la Garonne depuis le château de Langoiran, août 2022.
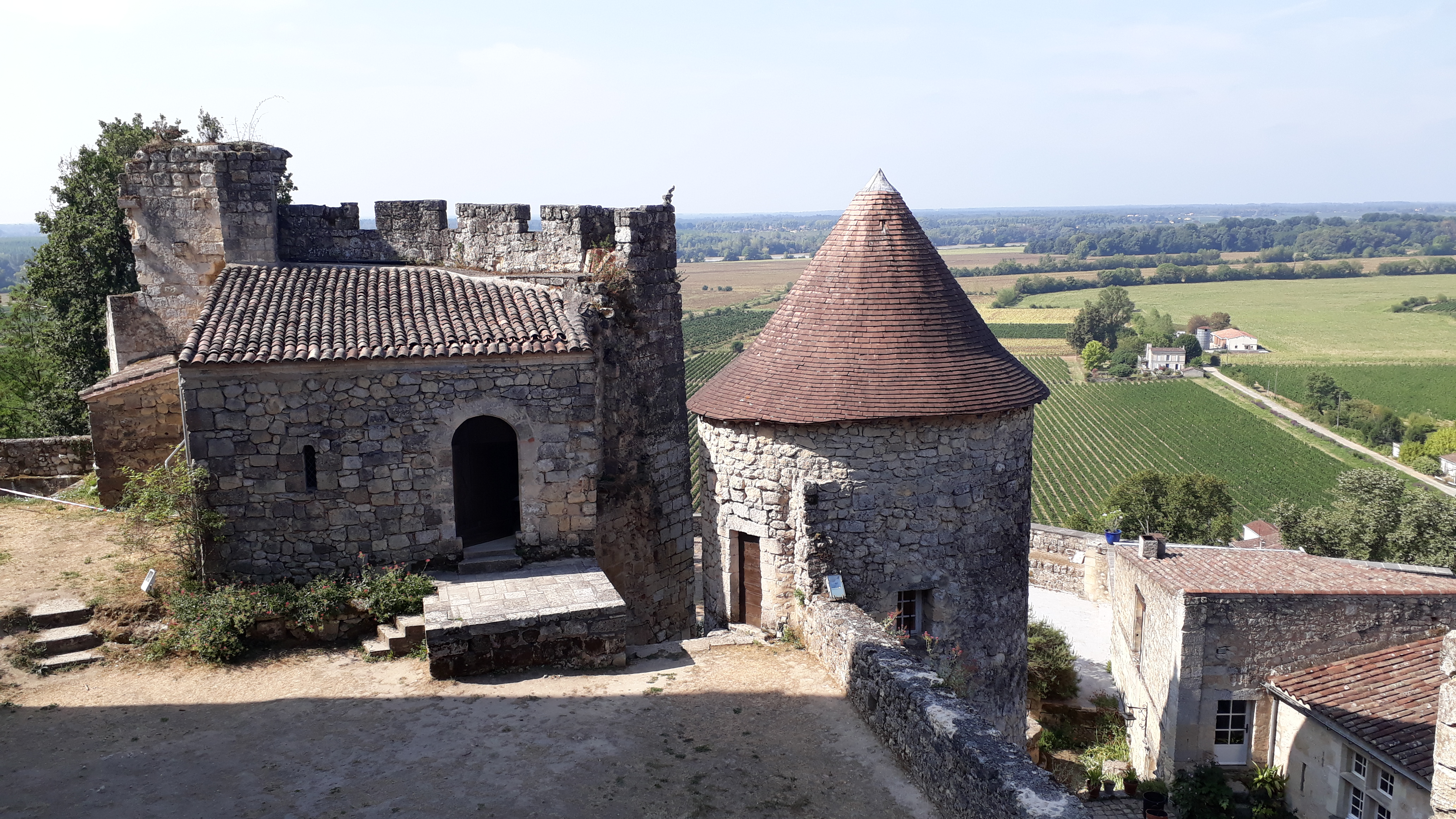
Vue de la chapelle depuis le châtelet, août 2022.